# كيرك ماكدونالد (لاعب هوكي الجليد)
كيرك ماكدونالد هو لاعب هوكي الجليد كندي، ولد في 18 ديسمبر 1983 في فيكتوريا في كندا.

## وصلات خارجية
- كيرك ماكدونالد على موقع دوري الهوكي الوطني (الإنجليزية)
- كيرك ماكدونالد على موقع EliteProspects.com (الإنجليزية)
- كيرك ماكدونالد على موقع HockeyDB.com (الإنجليزية)